# Libro de los Registros
El Libro de los Registros o Libro de Mazarbul es un manuscrito ficticio que aparece en la novela El Señor de los Anillos, del escritor británico J. R. R. Tolkien. Se trataba de un diario que se encontraba en la Cámara de Mazarbul de Khazad-dûm. Lo escribieron principalmente Óin, Balin y Ori cuando en 2989 T. E. se propusieron reocupar las minas de Moria. Está escrito en oestron, aunque el sistema de escritura estuviera alternando entre las tengwar y runas en el modo de Erebor o de Moria. Gandalf lo encontró, al paso de la Comunidad del Anillo por Khazad-dûm, al lado de la tumba de Balin.
Las primeras páginas contenían registros de los logros acontecidos en Khazad-dûm durante la rehabilitación por parte de cierto contingente enano. Las últimas narran desde las primeras trifulcas con los orcos hasta los últimos y angustiosos momentos del fin de la tropa enana a manos del balrog y batallones de orcos y trolls de las cavernas. Al finalizar la lectura Gandalf se lo dio a Gimli para que se lo entregase a Dáin. Entonces la Comunidad del Anillo fue atacada por esos mismos batallones. 
- Datos: Q15243018